# Plataforma Republicana
Plataforma Republicana (ucraïnès Республіканська платформа, Respublikanska Platforma) és un partit polític d'Ucraïna fundat el 5 de novembre de 1990 a partir del Comitè de Vigilància de Hèlsinki d'Ucraïna. El seu cap és Anatoliy Serhiyovych Matviyenko.
El partit va tenir l'origen novembre de 1976 quan es va constituir el Grup de Vigilància dels Acords d'Helsinki. Quatre dels seus fundadors (Vasil Stus, J. Litvin, Aleksei Pacific, Valeri Martxenko) va morir als gulag soviètics. El març de 1988 es va constituir la Unió Helsinki Ucraïna, que des de 1989 mantindrà una intensa activitat a favor de la independència d'Ucraïna.
El 29 d'abril de 1990 es constitueix com a Partit Republicà Ucraïnès, i adoptà l'actual nom el novembre de 1990. A les eleccions al Parlament d'Ucraïna de 1990 formà part del Bloc Democràtic. A les eleccions al Parlament d'Ucraïna de 1994 formà part del Bloc Electoral Derzhavnist (Estat) amb el Congrés dels Nacionalistes Ucraïnesos, amb el que va obtenir 25 escons. A les eleccions al Parlament d'Ucraïna de 1998 va formar el Bloc Electoral "Front Nacional" (Виборчий блок партій «Національний фронт"), amb el que va obtenir el 2,71% dels vots i 6 escons.
El 1999 va patir diverses escissions, i després de la III Convenció del Partit el 21 d'abril de 2001 decideix unir-se al Bloc Electoral "Fòrum per la Salvació Nacional", més conegut com a Bloc Iúlia Timoixenko, amb el que va participar en les eleccions al Parlament d'Ucraïna de 2002, mentre que a les eleccions presidencials ucraïneses de 2004 va donar suport al candidat Víktor Iúsxenko. Nogensmenys, a les eleccions al Parlament d'Ucraïna de 2006 i 2007 es va presentar amb el Bloc la Nostra Ucraïna-Autodefensa Popular.